# Crims perfectes
Crims perfectes (originalment en francès, Crimes parfaits) és una sèrie de ficció policíaca emesa des del 19 de desembre de 2017 a France 3. Alguns episodis s'han doblat al valencià per À Punt.
La sèrie és una coproducció d'Elephant Story, France 3 i RTBF.

## Sinopsi general
En cada episodi, un assassí, conegut des del principi de l'episodi, creu que ha comès el crim perfecte. Però un duet d'investigadors busca la falla en el pla imaginat per l'assassí.

## Audiència
Des del 2017, la sèrie ha reunit 4,5 milions d'espectadors en audiències consolidades, amb un rècord que ostenta una trama interpretada per Antoine Duléry el juny del 2020 amb 5 milions d'oients.

## Llista d'episodis

### Primera temporada
| Núm. total | Núm. de la temporada | Títol                                         | Direcció                     | Guió                                      | Data d'emissió original | Data d'estrena a À Punt |
| ---------- | -------------------- | --------------------------------------------- | ---------------------------- | ----------------------------------------- | ----------------------- | ----------------------- |
| 1          | 1                    | «Els millors cantants són els cantants morts» | Didier Le Pêcheur            | Didier Le Pêcheur                         | 19 de desembre de 2017  | 5 de novembre de 2022   |
| 2          | 2                    | «Un innocent amb les mans a la pasta»         | Didier Le Pêcheur            | Delphine Labouret, Didier Le Pêcheur      | 19 de desembre de 2017  | 5 de novembre de 2022   |
| 3          | 3                    | «El muntatge»                                 | Christophe Douchand          | Stéphane Pannetier, Julien Vanlerenberghe | 30 de gener de 2018     | 12 de novembre de 2022  |
| 4          | 4                    | «Acorralada»                                  | Christophe Douchand          | Isabelle Polin, Frédéric J. Lozet         | 30 de gener de 2018     | 12 de novembre de 2022  |
| 5          | 5                    | «Entre dos aigües»                            | Lionel Chatton, Martin Guyot | Céline Guyot                              | 9 d'octubre de 2018     | 19 de novembre de 2022  |
| 6          | 6                    | «Alta tensió»                                 | Lionel Chatton               | Céline Guyot, Martin Guyot                | 9 d'octubre de 2018     | 19 de novembre de 2022  |

### Segona temporada
| Núm. total | Núm. de la temporada | Títol                          | Direcció          | Guió                                 | Data d'emissió original | Data d'estrena a À Punt |
| ---------- | -------------------- | ------------------------------ | ----------------- | ------------------------------------ | ----------------------- | ----------------------- |
| 7          | 1                    | «Acord fatal»                  | Julien Zidi       | Marie-Anne Le Pezennec               | 16 d'octubre de 2018    | 3 de desembre de 2022   |
| 8          | 2                    | «Bany a mitjanit»              | Julien Zidi       | Marie-Anne Le Pezennec               | 16 d'octubre de 2018    | 3 de desembre de 2022   |
| 9          | 3                    | «Una mort en cobrix una altra» | Philippe Bérenger | Didier Le Pécheur, Delphine Labouret | 14 de maig de 2019      | 10 de desembre de 2022  |
| 10         | 4                    | «El que importa és la mida»    | Philippe Bérenger | Didier Le Pécheur, Delphine Labouret | 14 de maig de 2019      | 10 de desembre de 2022  |
| 11         | 5                    | «Estrela fugaç»                | Emmanuel Rigaut   | Isabelle Polin, Frédéric J. Lozet    | 21 de maig de 2019      | 17 de desembre de 2022  |
| 12         | 6                    | «El gran salt»                 | Emmanuel Rigaut   | Alexia De Oliveira Gomes             | 21 de maig de 2019      | 22 de gener de 2023     |
| 13         | 7                    | «Comme un froid entre nous»    | Philippe Bérenger | Didier Le Pêcheur, Delphine Labouret | 10 de desembre de 2019  | Sense anunciar          |
| 14         | 8                    | «Au théâtre ce soir»           | Didier Le Pêcheur | Didier Le Pêcheur, Delphine Labouret | 10 de desembre de 2019  | Sense anunciar          |
| 15         | 9                    | «Pour l'éternité»              | Lionel Chatton    | Céline Guyot, Martin Guyot           | 17 de desembre de 2019  | Sense anunciar          |
| 16         | 10                   | «À cœur ouvert»                | Lionel Chatton    | Céline Guyot, Martin Guyot           | 17 de desembre de 2019  | Sense anunciar          |
| 17         | 11                   | «Un plat que se servix gelat»  | François Guérin   | Clarisse Potoky, Adrien Louiset      | 30 de juny de 2020      | 2 d'abril de 2023       |
| 18         | 12                   | «Sense foc no hi ha fum»       | François Guérin   | Lucas Marchesi, Morgann Martin       | 30 de juny de 2020      | 23 d'abril de 2023      |

### Tercera temporada
| Núm. total | Núm. de la temporada | Títol                                    | Direcció          | Guió                                               | Data d'emissió original | Data d'estrena a À Punt |
| ---------- | -------------------- | ---------------------------------------- | ----------------- | -------------------------------------------------- | ----------------------- | ----------------------- |
| 19         | 1                    | «À la vie, à la mort»                    | Nicolas Herdt     | Marie-Anne Le Pezennec                             | 17 de novembre de 2020  | Sense anunciar          |
| 20         | 2                    | «Trop beau pour être vrai»               | Nicolas Herdt     | Marie-Anne Le Pezennec                             | 17 de novembre de 2020  | Sense anunciar          |
| 21         | 3                    | «Master du crime»                        | Emmanuel Rigaut   | Isabelle Polin, Frédéric J. Lozet                  | 24 de novembre de 2020  | Sense anunciar          |
| 22         | 4                    | «Un cœur sombre»                         | Emmanuel Rigaut   | Stéphan Guérin-Tillié                              | 24 de novembre de 2020  | Sense anunciar          |
| 23         | 5                    | «Ivresse des profondeurs»                | David Ferrier     | Marie-Anne Le Pezennec                             | 16 de febrer de 2021    | Sense anunciar          |
| 24         | 6                    | «La femme est un homme comme les autres» | David Ferrier     | Marie-Anne Le Pezennec                             | 16 de febrer de 2021    | Sense anunciar          |
| 25         | 7                    | «Légitime défiance»                      | François Guérin   | Céline Guyot, Martin Guyot                         | 14 de setembre de 2021  | Sense anunciar          |
| 26         | 8                    | «Une étoile est morte»                   | François Guérin   | Céline Guyot, Martin Guyot                         | 14 de setembre de 2021  | Sense anunciar          |
| 27         | 9                    | «La messe est dite»                      | Philippe Bérenger | Didier Le Pêcheur, Delphine Labouret               | 11 de gener de 2022     | Sense anunciar          |
| 28         | 10                   | «La balle est dans ton camp»             | Philippe Bérenger | Didier Le Pêcheur, Delphine Labouret               | 11 de gener de 2022     | Sense anunciar          |
| 29         | 11                   | «Sur un arbre perché»                    | Delphine Lemoine  | Rodolphe Moyse, Jean-André Yerlès i Vincent Robert | Sense anunciar          | Sense anunciar          |
| 30         | 12                   | «Contre vents et marées»                 | Delphine Lemoine  | Sandra Tosello, Fabrice de Costil, Vincent Robert  | Sense anunciar          | Sense anunciar          |